# James Luther Adams
James Luther Adams (1901–1994), professeur américain à la Harvard Divinity School, à la Andover Newton Theological School et à la Meadville Lombard Theological School, et ministre paroissial unitarien, est le théologien le plus influent parmi les unitariens universalistes américains au XXe siècle .

## Biographie
Adams est né le 12 novembre 1901 à Ritzville, Washington, le fils de James Carey Adams  un fermier et prédicateur itinérant des frères de Plymouth. Dans sa famille et à l'église, le Jugement dernier est constamment considéré comme une possibilité très réelle. Quand Adams a 16 ans, son père tombe extrêmement malade et Adams quitte l'école pour travailler sur le Northern Pacific Railway pour aider à subvenir aux besoins de la famille. Il s'y est bien débrouillé et progresse dans l'entreprise, mais abandonne ce poste pour fréquenter l'Université du Minnesota. Après avoir obtenu son diplôme en 1924, il étudie à la Harvard Divinity School pour devenir pasteur unitarien. Dans sa formation, il passe du « fondamentalisme prémillénaire » à « l'humanisme scientifique » puis au christianisme libéral .
Après avoir obtenu son diplôme de Harvard, Adams est ministre de la Second Church, Unitarian à Salem, Massachusetts, de 1927 à 1934, et de la First Unitarian Society à Wellesley Hills, Massachusetts, de 1934 à 1935. Au milieu des années 1930, Adams passe beaucoup de temps en Allemagne, où il se lie d'amitié avec plusieurs personnalités religieuses notables (dont Karl Barth et Albert Schweitzer) qui sont actives dans la résistance clandestine à la montée du nazisme.
En 1937, Adams commence une longue carrière dans le milieu universitaire en rejoignant la faculté de Meadville Theological School (aujourd'hui Meadville Lombard Theological School) à Chicago. Là-bas, il devient membre de la First Unitarian Church of Chicago et siège à son conseil d'administration. En 1956, il devient professeur d'éthique chrétienne à la Harvard Divinity School, où il reste jusqu'à sa retraite en 1968. Il est élu membre de l'Académie américaine des arts et des sciences en 1958 . En 1962, il fait partie du premier conseil d'administration de la Société des arts, de la religion et de la culture contemporaine. Un certain nombre de ses étudiants deviennent plus tard des personnalités influentes de l'éthique chrétienne à travers le spectre théologique. Parmi eux, Stephen Charles Mott, un pionnier de l'éthique sociale évangélique aux États-Unis qui enseigne au Gordon-Conwell Theological Seminary pendant un quart de siècle et actuellement président de la James Luther Adams Foundation. Un autre des étudiants d'Adams est Chris Hedges, auteur de War Is a Force That Gives Us Meaning (2002). Après sa retraite de Harvard, Adams enseigne à la Andover Newton Theological School et à la Meadville Lombard Theological School. Dans ses dernières années, il vit à Harvard Square, Cambridge, à côté de la Harvard Divinity School près du campus de l'Université Harvard et est un membre actif de l'Arlington Street Church (UU) à Boston jusqu'à sa mort le 26 juillet 1994. Il est enterré au cimetière de Cambridge, Cambridge, Massachusetts .